# Carmelo Mifsud Bonnici
Carmelo Mifsud Bonnici (Cospicua, 17 juli 1933 – 5 november 2022) was de premier van Malta van 1984 tot 1987. 

## Biografie
Mifsud Bonnici bezocht het lyceum en studeerde daarna kunstwetenschappen aan de Universiteit van Malta. In 1954 deed hij doctoraal examen in de rechten. Als student was hij actief lid van de Katholieke Sociale Gilde en later bij de Jong-Christelijke Werkersbeweging. Hij was ook lid van de redactieraad van "Il-Haddiem, het tijdschrift van de Jong-Christelijke Werkersbeweging.
Sinds 1968 was Mifsud Bonnici docent industrieel en fiscaal docent aan de Universiteit van Malta. In 1969 werd hij lokaal consulent van de Algemene Werkersunie (vakbond). Als lid van de Malta Labour Party (MLP) en de Algemene Werkersunie bestreed hij actief en succesvol het wetsvoorstel voor industriële relaties (1969).

### Politieke carrière
Op 29 mei 1980 werd hij vicepremier onder premier Dom Mintoff. Sindsdien gold hij als de 'kroonprins' van premier Mintoff. In 1982 werd hij parlementariër en minister van Arbeid en Sociale Zaken. In 1983 werd hij eerste vicepremier en minister van Onderwijs. In die laatste functie was hij nauw betrokken in het conflict met de Rooms-Katholieke Kerk over de invoering van gratis lager onderwijs, ook op rooms-katholieke scholen. Op 22 december 1984 volgde hij de afgetreden premier Mintoff op als premier. Daarnaast kreeg hij ook de portefeuilles Burgerschap, Organisatie, Verkiezingen, Oliezaken, Draadloze Telegrafie, Televisie, Burgerlijke Luchtvaart, Havene en Scheeps Zaken en Binnenlandse Zaken.
In 1987 trad hij na de verkiezingsnederlaag als premier af. Eddie Fenech Adami van de Partit Nazzjonalista (PN) volgde hem als premier af.
Mifsud Bonnici voerde in 2003 een (onsuccesvolle) campagne tegen Malta's toetreding tot de EU.

### Privéleven
Carmelo Mifsud Bonnici was ongehuwd, had twee zusters en twee broers; een van hen is voor de Partit Nazzjonalista (PN) lid van het parlement en één is aartspriester. 
Mifsud Bonnici overleed op 5 november 2022 op 89-jarige leeftijd. Eind augustus was hij in kritieke toestand opgenomen in het Mater Dei-ziekenhuis in Msida.
- Gemeinsame Normdatei: 1202837263
- Virtual International Authority File: 30157949118765090191